# Cristóbal Colón (1883)
El Cristóbal Colón fue un crucero desprotegido de 2ª clase de la Armada Española de la clase Velasco, que recibió su nombre en honor al navegante Cristóbal Colón, siendo el cuarto buque de la Armada en ser bautizado en honor al almirante.
Su maquinaria fue construida en Barcelona por la empresa La Maquinista Terrestre y Marítima.

## Historial
Poco después de entrar en servicio, el Cristóbal Colón fue destinado a la escolta real en aguas del Cantábrico durante el veraneo de la Corte en San Sebastián, junto con el Destructor y el cañonero Mac-Mahón.
En 1890 participó en las pruebas tácticas frente a Cádiz, en la que actuó como buque “enemigo” y objetivo del submarino de Peral.
En 1894 el Cristóbal Colón trasladó a Tánger al nuevo Enviado extraordinario y Ministro plenipotenciario de España en Marruecos Emilio de Ojeda y Perpiñán y sirvió para mostrar la voluntad política con la que se vería respaldado en su acción diplomática.

### Hundimiento
En ese mismo año el Colón relevó a su gemelo Infanta Isabel como buque de estación en el Río de la Plata. Ante la insurrección en Cuba, fue destinado al apostadero de La Habana, donde se hundió en una de sus patrullas al varar en el bajío Los Colorados cerca de Mantua Pinar del Río el 29 de septiembre de 1895, sin pérdidas humanas. 
Su casco terminó de partirse el 1 de octubre de ese mismo año por los efectos de un huracán.